# Cantón Valencia
Cantón Valencia är en kanton i Ecuador.   Den ligger i provinsen Los Ríos, i den centrala delen av landet, 110 km sydväst om huvudstaden Quito.